# Rivière Rouge (Ontario)
Pour les articles homonymes, voir Rivière Rouge.
 (novembre 2013).
Si vous disposez d'ouvrages ou d'articles de référence ou si vous connaissez des sites web de qualité traitant du thème abordé ici, merci de compléter l'article en donnant les références utiles à sa vérifiabilité et en les liant à la section « Notes et références ».
La rivière Rouge (Rouge River en anglais) est un cours d'eau qui coule dans la province de l'Ontario au Canada et se jette dans le lac Ontario à la hauteur de l'agglomération du Grand Toronto.

## Géographie
Cette rivière prend sa source dans la Moraine d'Oak Ridges dans la ville de Richmond Hill, coule ensuite dans la ville de Markham puis dans celle de Scaborough où elle se jette dans le lac Ontario à la hauteur de la "plage Rouge" (Rouge Beach) à l'Est des Falaises de Scarborough près de la ville voisine de Pickering.
Son cours mesure 250 kilomètres de longueur[réf. nécessaire].
La rivière Rouge reçoit les affluents de nombreux ruisseaux parmi lesquels
- La petite rivière Rouge ou Little Rouge River ;
- Le ruisseau Castor ou Beaver Creek ;
- Le petit ruisseau Rouge ou Little Rouge Creek ;
- Le ruisseau Katabokokonk ou Katabokokonk Creek ;
- Le ruisseau Bruce ou Bruce Creek.

En aval de son cours, la rivière entre dans le Parc de la Rouge de Toronto qui est une zone écologique protégée en milieu urbain et qui s'étend sur 5 000 hectares.

## Histoire
La rivière fut dénommée ainsi par les premiers explorateurs français, notamment Louis Joliet et Jacques Marquette qui arpentèrent cette région le long du lac Ontario au cours du XVIIe siècle.
Les Iroquois la nommaient Katabokokonk.